# Imperatives Mandat
Ein imperatives Mandat (lateinisch imperativus ‚befehlend, zwingend, bindend‘) ist ein Mandat, bei dem ein Abgeordneter an Aufträge seiner Wähler gebunden ist. Damit kann sowohl der Bindungszwang eines Delegierten an die ihn entsendenden Partei-Vereinsgliederungen als auch der eines Abgeordneten an den direkten Willen des wählenden Bürgers gemeint sein. Folgt der Mandatsträger nicht der Linie der ihn entsendenden Organisationsgliederung oder dem Wählerwillen, kann er abgesetzt werden.

## Vergleich mit dem freien Mandat
Das imperative Mandat steht dem freien Mandat gegenüber, bei dem die Abgeordneten, wie es Art. 38 des deutschen Grundgesetzes ausdrückt, „an Aufträge und Weisungen nicht gebunden“ sind. Auch die Verfassungen der Schweiz, von Österreich und der meisten anderen westlichen repräsentativen Demokratien schreiben das freie Mandat vor.
Teile der Arbeiterbewegung bevorzugen das imperative Mandat. Rätedemokratien basieren auf ihm.
Abgeordnete mit imperativem Mandat sind viel stärker von ihren Wählern abhängig. Allerdings wird die Ansicht vertreten, es sei viel schwieriger, zu Kompromissen mit anderen Mandatsträgern zu kommen, wenn zu große Nachgiebigkeit sofort zur Abwahl führen kann.

## Geschichte
Der Begriff entstand Ende des 19. Jahrhunderts in der Dritten Französischen Republik. Diese wurde, als Reaktion auch auf die niedergeschlagene Pariser Kommune und deren Rätedemokratie, zunächst als Kompromiss der rivalisierenden monarchistischen Strömungen der Legitimisten und Orléanisten als bloß „temporäre“ Republik bis zur Findung eines von beiden Strömungen anerkannten Thronfolgers errichtet. Während die (französische wie internationale) Arbeiterbewegung aus den Erfahrungen der Rätedemokratie seinerzeit die Lehre zog, dass es ohne imperatives Mandat keine (echte) Republik geben könne, wurde in den Verfassungsgesetzen dieser „temporären“ Republik umgekehrt ein Verbot des imperativen Mandats verankert. Dieses Verbot wurde in viele spätere Verfassungen übernommen.
Imperative Mandate existierten in der Rätedemokratie in der Frühzeit der Sowjetunion und einigen anderen, kurzlebigen revolutionären Regierungen in dieser Zeit.

## Deutschland

### Bundesrat
Im Bundesrat sind die einzelnen Mitglieder in ihrem Abstimmungsverhalten nicht frei. Die Mitgliedschaft im Bundesrat ist verfassungsrechtlich weder ein „freies Mandat“ noch ein „imperatives Mandat“; die Bundesratsmitglieder handeln nach einer einheitlichen, im Kabinett ihres jeweiligen Bundeslandes gemeinsam erarbeiteten Grundlinie. Sie vertreten ihr Bundesland und dürfen ihre Stimmen gemäß Art. 51 Abs. 3 Satz 2 GG nur einheitlich abgeben. Tun sie dies bewusst nicht, so werden nach herrschender Meinung alle Stimmen des betreffenden Bundeslandes ungültig, vergleiche hierzu das Urteil des Bundesverfassungsgerichts zum Zuwanderungsgesetz 2002.